# Manzac-sur-Vern
Manzac-sur-Vern är en kommun i departementet Dordogne i regionen Nouvelle-Aquitaine i sydvästra Frankrike. Kommunen ligger i kantonen Saint-Astier som tillhör arrondissementet Périgueux. År 2022 hade Manzac-sur-Vern 541 invånare.

## Befolkningsutveckling
Antalet invånare i kommunen Manzac-sur-Vern
Referens:INSEE